# Leopold Lerch
Leopold Lerch (* 12. November 1898 in Passau-Innstadt; † 16. August 1964 in Passau) war ein deutscher Politiker der BVP und der CSU.
Lerch besuchte die Volksschule und das Gymnasium in Passau, studierte Philosophie und Theologie an der Hochschule Passau und war Kanonier und Offizierswärter im Ersten Weltkrieg. Am 29. Juni 1923 erhielt er die Priesterweihe. Nachdem er als Kooperator in Haiming, Oberkreuzberg und Vilshofen an der Donau fungiert hatte, wechselte er in den Beruf des Religionslehrers. Er unterrichtete zunächst an der Oberrealschule Passau, 1937 wechselte er an das dortige Gymnasium, an dem er 1953 zum Oberstudienrat ernannt wurde. Im Zweiten Weltkrieg war er in Passau als Lazarettpfarrer tätig. Nach Kriegsende nahm er weitere Funktionen wahr, so war er parallel zur Tätigkeit als Gymnasiallehrer auch Direktor eines Passauer Studienseminars. 1948 wurde er Präses des katholischen Werkvolks Passau, ein Jahr später ernannte man ihn zum Bischöflichen Geistlichen Rat.
Lerch gehörte von 1923 bis 1933 der Bayerischen Volkspartei an, in der er als Redner fungierte. 1946 trat er in die CSU, die Nachfolgepartei der BVP, ein. Er gehörte dem Vorstand des CSU-Stadtverbandes in Passau an. 1956 wurde er erstmals in den Stadtrat gewählt, eine Zeitlang saß er dort der CSU-Fraktion vor. Am 10. Februar 1958 rückte er für den verstorbenen Karl Bickleder in den Bayerischen Landtag nach. Bei den Neuwahlen im selben Jahr gewann er das Direktmandat im Stimmkreis Passau-Stadt und -Land, welches bei den Wahlen 1962 bestätigt wurde. Lerch gehörte dem Landtag, in dem er von 1960 an den Vorsitz im Ausschuss für kulturpolitische Fragen innehatte, bis zu seinem Tode an. Sein Nachrücker war Josef Reichl.